# Список храмов Костромы
Список православных храмов Костромы

## Храмы в историческом центре
- Богоявленско-Анастасиин монастырь
- Успенский собор Костромского Кремля (несуществ.)
- Церковь Спаса в Рядах
- Церковь святителя Иоанна Златоуста на Лавровской улице
- Церковь святого Алексия, человека Божия
- Часовня святителя Николая Чудотворца на Молочной горе
- Часовня Успения Пресвятой Богородицы в Пряничных рядах
- Церковь Иоанна Богослова на Кадкиной горе (недейств.)
- Церковь Ильи Пророка на Русиной улице
- Церковь Благовещения Пресвятой Богородицы (недейств.)

## Церкви за Волгой
- Спасо-Преображенская церковь (Кострома)
- Церковь Рождества Христова на Городище (также церковь Илии Пророка на Городище)
- Церковь Святых Александра и Антонины в Селище
- Церковь Святых апостолов Петра и Павла в Панове
- Церковь Серафима Саровского в Малышкове

## Вблизи Ипатьевской слободы
- Свято-Троицкий Ипатьевский монастырь
- Церковь святого апостола Иоанна Богослова в Ипатьевской слободе
- Церковь Спаса на Запрудне

## Церкви в других районах Костромы
- Знаменский монастырь
- Церковь Воскресения Христова на Дебре
- Церковь Вознесения Господня на Дебре (недейств.)
- Церковь иконы Божией Матери «Всецарица»
- Церковь Патриарха Тихона и Новомучеников Российских в Давыдовском микрорайоне
- Церковь Иоанна Кронштадтского и Амвросия Медиоланского
- Церковь в честь иконы Божией Матери «Всех скорбящих Радость»
- Церковь во имя великомученика Георгия Победоносца при Военной академии РХБЗ и инженерных войск
- Власьевская церковь (недейств.)
- Часовня святого мученика Вонифатия
- Часовня святого великомученика Феодора Стратилата
- Часовня «Царская Голгофа»